# 1065
1065 (MLXV) fue un año común comenzado en sábado del calendario juliano.

## Acontecimientos
- 28 de diciembre, tiene lugar la consagración de la Abadía de Westminster.
- Sancho Ramírez de Aragón conquista Barbastro y contrae matrimonio con Isabel de Urgel, hija de Ermengol III de Urgel.
- García, hijo de Fernando I es proclamado en la catedral de Santiago rey de Galicia.
- Construcción del Palacio de la Aljafería, probablemente para conmemorar la reconquista de Barbastro a los aragoneses por Al-Muqtadir, rey taifa de Zaragoza.
- Alfonso VI es coronado rey de León

## Fallecimientos
- 27 de diciembre - Fernando I de León,  rey de León y conde de Castilla. Hijo de Sancho Garcés III de Pamplona, rey de Navarra.